# المدفعية خلال الحرب العالمية الأولى

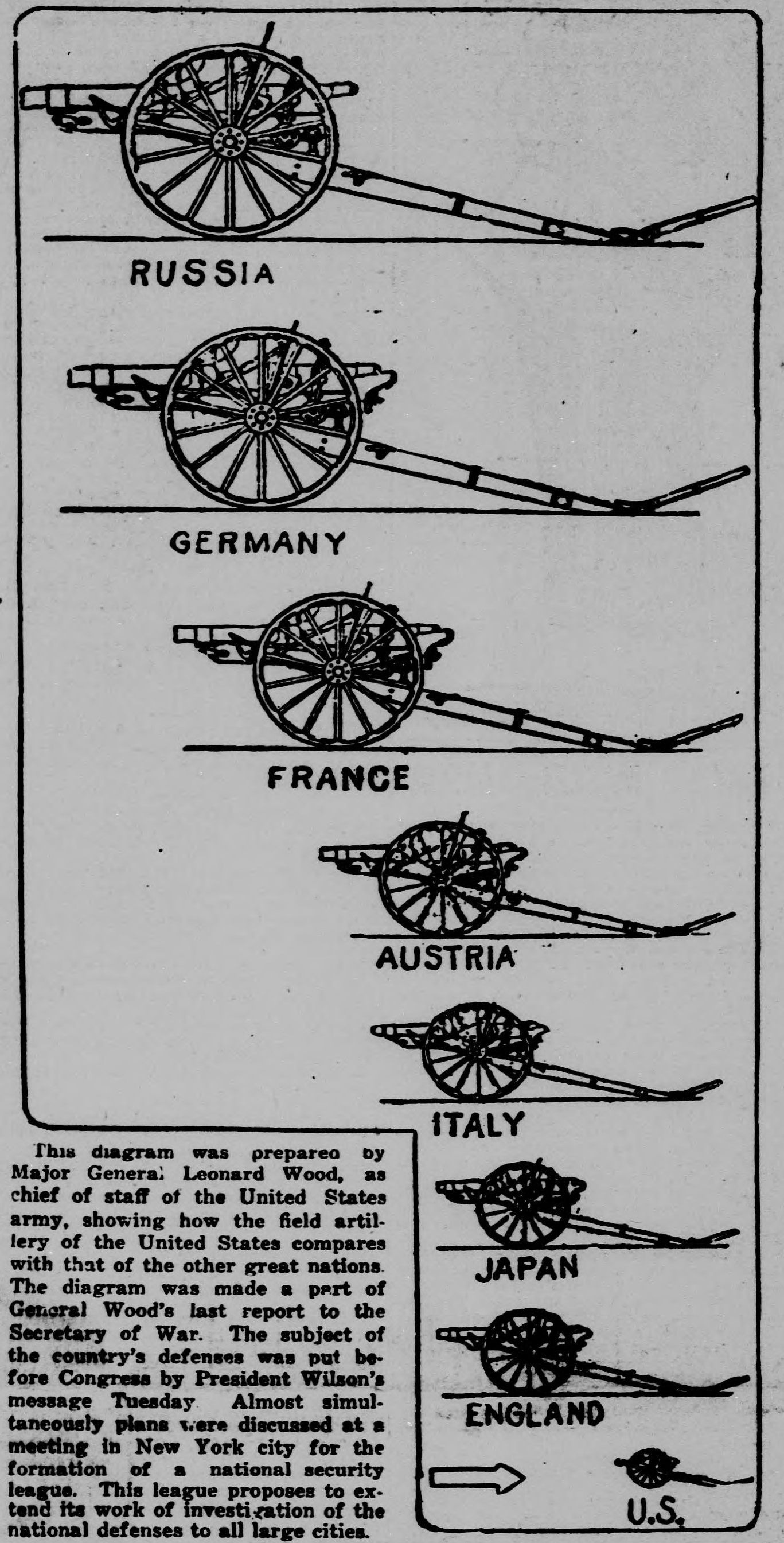
أعداد المدافع حسب الدولة عام 1919

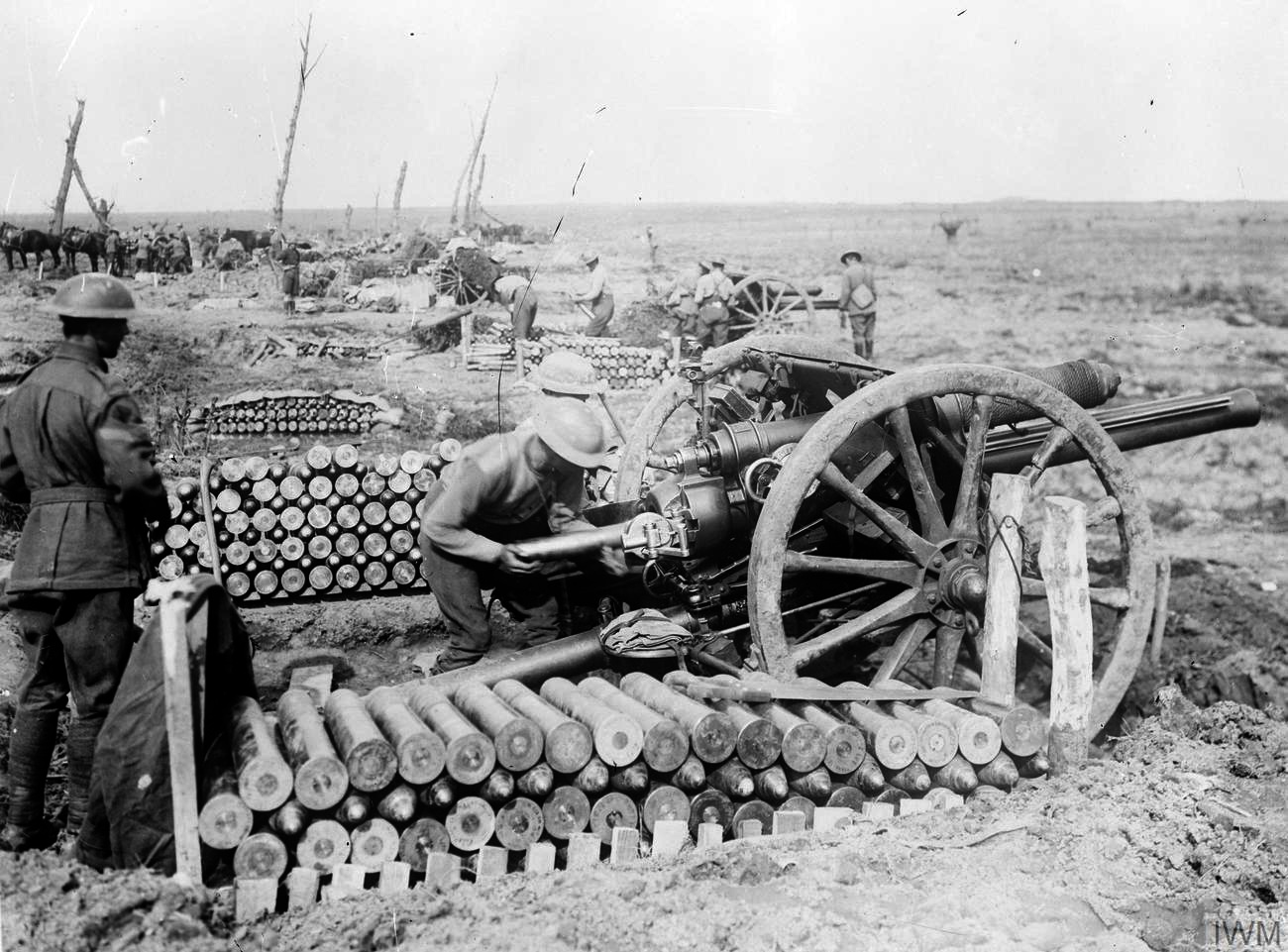
مدفعية هاون-18 بريطانية

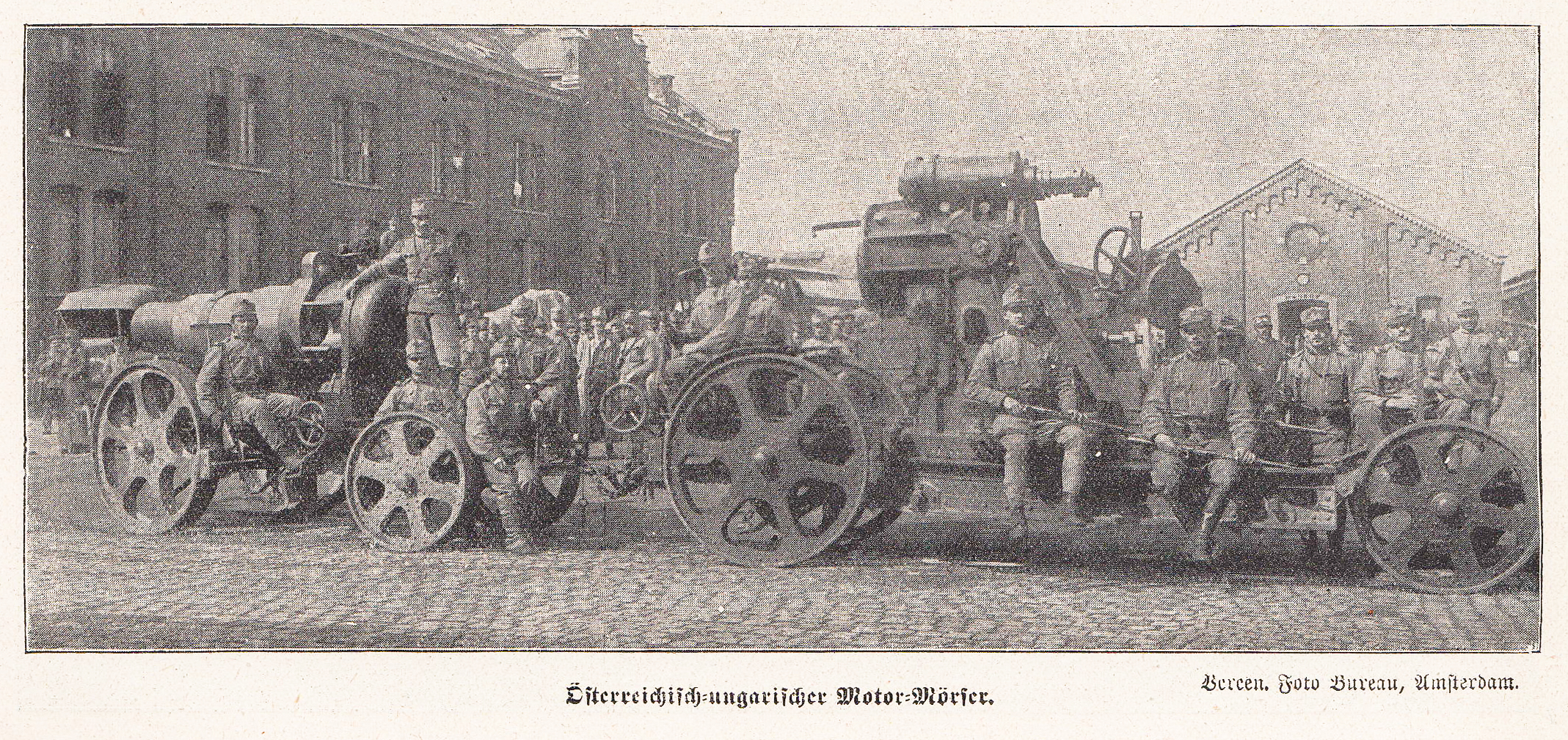
المدفعية النمساوية المجرية 1914

مدفعية الحرب العالمية الأولى اُستخدمت بكثافة خلال حرب الخنادق التي اندلعت بعد وقت قصير من بدء الصراع، وكانت عاملاً مهمًا في الحرب، حيث أثرت على تكتيكاتها وعملياتها، ودُمجت في الاستراتيجيات التي استخدمها المتحاربون لكسر الجمود على جبهة القتال.
رُفعت قيمة المدفعية خلال الحرب العالمية الأولى إلى مستوى جديد من الأهمية في ساحة المعركة.
شهدت الحرب العالمية الأولى عدة تطورات في حرب المدفعية. تستطيع المدفعية الآن إطلاق القذائف الجديدة شديدة الانفجار، وإلقاءها على مسافة أبعد وبمعدل نيران أعلى. وبسبب هذا، لم يعد الأعداء في الخنادق آمنين، إذ يمكن إطلاق النار عليهم باستمرار. في بعض المناطق، كان تركيز المدفعية شائعًا، حيث أطلقت العديد من القذائف على منطقة معينة مثل خط الخنادق، حيث أطلقت كل مدفعية عدة قذائف في الدقيقة لساعات. كما تم استخدام قذائف المدفعية قبل معركة المشاة لإلهاء العدو عن مكان الهجوم، أو تم إطلاق القذائف على الممرات خلف الخطوط بحيث لا تتمكن تعزيزات العدو من الوصول بأمان إلى الخطوط الأمامية.
أعاد الألمان استخدام قذائف الهاون التي كانت خارج الخدمة آنذاك بسبب قدرتها على إطلاق النار بزاوية أعلى من 45 درجة، وبالتالي، يمكنهم نظريًا (وإن لم يكن ذلك ممكناً دائماً) إسقاط القذائف مباشرة في خندق العدو قبل الانفجار، للحصول على أقصى قدر من الضرر. تم استخدام قذائف المدفعية لإطلاق أسلحة كيميائية من قبل القوات الألمانية في عام 1915، واتبع الحلفاء حذوهم بعد معركة إبرس الثانية .

## مدفعية الحلفاء
- Canon de 155 C modèle 1917 Schneider
- كانون دي 155 ملم GPF
- كانون دي 75 موديل 1897
- Canon de 155 L modèle 1877/14 Schneider
- مدفع دي بانج عيار 90 ملم
- مدفع لاهيتول عيار 95 ملم
- هاوتزر 14 بوصة للسكك الحديدية
- مدفع هاوتزر BL مقاس 9.1 بوصة
- مدفع هاوتزر BL 14 بوصة
- مسدس BL 50 مدقة
- Ordnance QF 18 مدقة
- QF 5.2 بوصة Gun Mk I – IV
- مسدس ميداني M1902 4 بوصة

## قوات المحور
- 10.5 سم 16
- كانون 15 سم 16
- 15 سم SFH13
- باريس غون
- 21 سم مورسر 16
- بيرتا الضخمة
- 42 سم جاما مورسر
- 38 سم Belagerungshaubitze M 16
- سكودا 305 ملم موديل 1911
- 42 سم Haubitze M. 14/16
- مقاس 35 سم مارينكانون L / 45 م 16
- 7.7 سم FK 96
- 7.7 سم FK 16
- 9 سم فيلدكانوني M 75/96

## الأساليب
طُوّرت العديد من الأساليب والتكتيكات الجديدة للمدفعية خلال الحرب، بما في ذلك:
- وابل الصندوق
- الوابل صيني
- طريقة الساعة لطلب إسقاط القذائف(مثلاً: أطلق القذائف باتجاه الساعة 10)[ا]
- وابل زاحف
- مدى صوت المدفعية (معرفة بُعد المدافع من خلال شدة صوتها)